# Hanns Hamberger
Hanns Hamberger (* 11. September 1923 in Unterbernbach; † 20. Januar 2013 in Landsberg am Lech) war ein deutscher Kommunalpolitiker (CSU).

## Leben
Hamberger war von 1970 bis 1988 Oberbürgermeister der Stadt Landsberg am Lech. Seine Wohnungsbau- und Wirtschaftspolitik verhalf der Stadt zu neuer Blüte; bereits kurz nach seiner ersten Wahl erwarb die Stadt erste Flächen zur Gewerbeansiedlung. In seiner Amtszeit stieg die Einwohnerzahl von 16.600 auf rund 20.000. Trotz Umsetzung vieler Infrastruktur-Projekten verfügte die Stadt bei seinem Abschied über 20.000.000 DM Rücklagen für weitere Investitionen.
Von 1972 bis 2008 war Hamberger auch Mitglied im Kreistag des Landkreises Landsberg am Lech. Er war verheiratet und hatte drei Kinder.

## Ehrungen
- 1980: Verdienstorden der Bundesrepublik Deutschland, Bundesverdienstkreuz am Bande
- 1982: Denkmalschutzmedaille
- 1983: Kommunale Verdienstmedaille in Silber
- 1986: Goldener Ehrenring der Stadt Landsberg am Lech
- 1989: Bundesverdienstkreuz 1. Klasse
- 1993: Ehrenbürger von Landsberg am Lech
- 2003: Goldener Ehrenring des Landkreises Landsberg am Lech